# Paul Wanner
Paul Wanner, né le 23 décembre 2005 à Dornbirn en Autriche, est un footballeur austro-allemand qui évolue au poste de milieu offensif au Bayern Munich.

## Biographie

### En club
Né à Dornbirn en Autriche, Paul Wanner joue pour le FV Ravensburg (en) avant de rejoindre le centre de formation du Bayern Munich. Il est très vite considéré comme l'un des talents les plus prometteurs du club.
En janvier 2022, il est convoqué pour la première fois avec l'équipe première en étant retenu par l'entraîneur Julian Nagelsmann. Wanner fait sa première apparition en professionnel le 7 janvier 2022, lors d'une rencontre de championnat face au Borussia Mönchengladbach. Il entre en jeu à la place de Marc Roca et son équipe s'incline par deux buts à un ce jour-là,. Cette apparition fait de lui le deuxième plus jeune joueur de l'histoire de la Bundesliga, à 16 ans et 15 jours. Cette année-là il devient champion d'Allemagne, le Bayern étant sacré pour la dixième fois de suite. Avec ce sacre il devient notamment le plus jeune joueur à remporter ce titre.
Le 1er septembre 2023, Paul Wanner est prêté pour une saison au SV Elversberg.
Le 24 juin 2024, Paul Wanner est de nouveau prêté pour une saison, cette fois-ci au FC Heidenheim, qui évolue en première division allemande.

### En sélection
Paul Wanner représente l'équipe d'Allemagne des moins de 17 ans depuis 2021.
En novembre 2022, Paul Wanner est retenu par Ralf Rangnick, le sélectionneur de l'équipe nationale d'Autriche. Il est toutefois convenu que Wanner ne participe à aucun match international, le joueur voulant garder l'option de jouer pour l'Allemagne et la fédération autrichienne ne voulant pas exercer de pression sur le jeune milieu de 16 ans.

## Statistiques
| Saison                | Club                  | Championnat           | Championnat | Championnat | Coupe(s) nationale(s) | Coupe(s) nationale(s) | Supercoupe | Supercoupe | Compétition(s) continentale(s) | Compétition(s) continentale(s) | Compétition(s) continentale(s) | Coupe du monde des clubs | Coupe du monde des clubs | Total | Total |
| Saison                | Club                  | Division              | M.          | B.          | M.                    | B.                    | M.         | B.         | Comp.                          | M.                             | B.                             | M.                       | B.                       | M.    | B.    |
| 2021-2022             | Bayern Munich         | Bundesliga            | 4           | 0           | -                     | -                     | -          | -          | C1                             | -                              | -                              | -                        | -                        | 4     | 0     |
| 2022-2023             | Bayern Munich         | Bundesliga            | 2           | 0           | -                     | -                     | -          | -          | C1                             | 2                              | 0                              | -                        | -                        | 4     | 0     |
| Sous-total            | Sous-total            | Sous-total            | 6           | 0           | 0                     | 0                     | 0          | 0          | -                              | 2                              | 0                              | 0                        | 0                        | 8     | 0     |
| 2023-2024             | SV Elversberg (prêt)  | 2.Bundesliga          | 28          | 6           | -                     | -                     | -          | -          | -                              | -                              | -                              | -                        | -                        | 28    | 6     |
| Sous-total            | Sous-total            | Sous-total            | 28          | 6           | 0                     | 0                     | 0          | 0          | -                              | 0                              | 0                              | 0                        | 0                        | 28    | 6     |
| 2023-2024             | FC Heidenheim (prêt)  | Bundesliga            | 26          | 3           | 2                     | 1                     | -          | -          | C4                             | 8                              | 1                              | -                        | -                        | 36    | 5     |
| Sous-total            | Sous-total            | Sous-total            | 26          | 3           | 2                     | 1                     | 0          | 0          | -                              | 8                              | 1                              | 0                        | 0                        | 36    | 5     |
| Total sur la carrière | Total sur la carrière | Total sur la carrière | 60          | 9           | 2                     | 1                     | 0          | 0          | -                              | 10                             | 1                              | 0                        | 0                        | 72    | 11    |

## Vie privée
Paul Wanner est né d'une mère autrichienne et a grandi dans la région d'Allgäu. Son père est un ancien joueur de football, qui a notamment porté les couleurs du SC Austria Lustenau, dont il a été le capitaine.

## Palmarès
Bayern Munich
- Championnat d'Allemagne (2) :
  - Champion : 2022 et 2023.